# Бель (Вологодская область)
Бель — деревня в Грязовецком районе Вологодской области.
Входит в состав Комьянского муниципального образования, с точки зрения административно-территориального деления — в Ведерковский сельсовет.
Расстояние до районного центра Грязовца по автодороге — 41 км, до центра муниципального образования Хорошево по прямой — 14 км. Ближайшие населённые пункты — Надорожный Липовик, Кашино, Вольное-Сырищево, Барское-Сырищево.
По переписи 2002 года население — 2 человека.
В советские годы в Бели в двухэтажном доме зажиточного крестьянина Михаила Васильевича Беляева на втором этаже располагалась начальная школа, на первом этаже — библиотека, клуб и квартира учителей. У дома располагается небольшой парк. С декабря 1924 года председателем сельского кооперативного потребительского общества «Свободное» в деревне Бель работал Крутиков Алексей Дмитриевич.